# Momento de inércia de área
O momento de inércia de área, também chamado de segundo momento de área ou segundo momento de inércia, é uma propriedade geométrica da seção transversal de elementos estruturais. Fisicamente o segundo momento de inércia está relacionado com as tensões e deformações que aparecem por flexão em um elemento estrutural e, portanto, junto com as propriedades do material determina a rigidez de um elemento estrutural sob flexão. Basicamente os associamos a forças aplicadas na área que variam linearmente com a distância, invertendo sua direção em dado eixo.

## Definição

Na imagem, temos representado o plano cartesiano e o diferencial de área dA (pequena porção da área total). Note que a distância do eixo x ao diferencial de área é y e vice-versa.

Definimos matematicamente o momento de inércia de área pela integral do produto dos elementos de área de uma figura plana pelo quadrado de suas distâncias a um eixo, ou seja, dividimos a área em questão em partes pequenas e fazemos um somatório dessas áreas multiplicadas pelo quadrado de suas distâncias ao eixo em questão.
{\displaystyle I_{x}=\int y^{2}dA}
{\displaystyle I_{y}=\int x^{2}dA}
Normalmente aparece nas tabelas de seções em {\displaystyle mm^{4}\;} ou {\displaystyle cm^{4}\;}.
Por depender do quadrado das distâncias ao eixo é um valor sempre positivo, e depende da distância e da direção do eixo em relação à figura.
Pode lembrar o momento de inércia de massa, mas aqui o significado físico é bem diferente, essa é uma confusão comum, uma vez que existem vários conceitos diferentes que chamamos momento.

## Aplicação[carecede fontes?]
O momento de inércia de área da seção transversal de uma viga, em relação a um eixo que passe pelo seu centro de gravidade, mede a sua rigidez, ou seja a sua resistência à flexão em relação a esse eixo.
Por exemplo, aplicando a fórmula acima para uma seção retangular de lados {\displaystyle a\ } e {\displaystyle b\ }, com o eixo passando pelo seu centro, e paralelo ao lado {\displaystyle a\ } temos:
{\displaystyle I=\int _{-a \over 2}^{a \over 2}(\int _{-b \over 2}^{b \over 2}y^{2}.dy)dx} {\displaystyle ={a.b^{3} \over 12}}
Aumentar o lado {\displaystyle b\ } da seção da viga, devido ao expoente cúbico,  resulta num aumento bem maior de {\displaystyle I\ } comparado com aumentar o lado {\displaystyle a\ }. Dobrar uma tábua em relação à sua espessura é fácil, mas não em relação à sua largura.
A deformação elástica deve ser proporcional à tensão aplicada. Quando uma viga é fletida, aumenta seu comprimento no lado convexo, enquanto diminui o de seu lado côncavo. Proporcionalmente a essas alterações, existem tensões de tração onde o comprimento aumenta e de compressão onde ele diminui. Uma fibra situada no centro da viga permanece com o mesmo comprimento, portanto não há tensão nessa região. À medida que aumenta a distância em relação ao centro, também aumenta a diferença entre o comprimento original (o mesmo da região central) e o atual, sob carga. O esforço de dobramento chama-se momento fletor ({\displaystyle M\ }). Para determinar as tensões usa-se o momento de inércia de área:
{\displaystyle \sigma ={M.r \over I}}
Para {\displaystyle r\ } em milímetros, o momento de inércia em {\displaystyle mm^{4}\ }, e o momento fletor em {\displaystyle kgf.mm\ }, a tensão será calculada em {\displaystyle {kgf \over mm^{2}\ }}.
A tensão é máxima na fibra mais afastada do centro, onde {\displaystyle r\ }, a distância ao centro também é máxima. Será um valor positivo (tração) no lado convexo e negativo (compressão) no lado côncavo. A tensão de tração particularmente é crítica, pois deve estar abaixo do limite de resistência do material para evitar seu rompimento. Percebe-se pela fórmula que a chave para diminuir as tensões nas vigas é aumentar seu momento de inércia de área.